# Награда Никола Бурзан
Награда Никола Бурзан додељује се најбољем новинару или другом запосленом у дневном листу Данас у интервалу од 9. јуна до истог датума следеће године.

## Никола Бурзан
Никола Бурзан је био истакнути југословенски новинар, дугогодишњи новинар и уредник Борбе и један од оснивача дневника Данас. Од 1957. године, Бурзан је у Борби био сарадник у градској рубрици, дописник из Бањалуке и Љубљане, скупштински извештач, дугогодишњи дописник из Варшаве и потом уредник Унутрашње и Политичке рубрике. Никола Бурзан остаће упамћен и као најмлађи главни уредник у историји Борбе. Бурзанове колумне у Борби, Нашој борби и Данасу представљале су школу за многе генерације новинара. Последњи пут, Бурзан се коментаром обратио јавности 28. марта 2000. године.

## Добитници награде
- Добитница награде за 2005. годину је Сафета Бишевац.[1]

- Добитница награде за 2006. годину је Станислав Милојковић, фоторепортер и уредник фотографије.[2]

- Добитник награде за 2009. годину је новинар и уредник рубрике Друштво Александар Рокнић, првенствено због успешног праћења области правосуђа.[3]

- Године 2010. награду је добио уредник политичке рубрике Никола Томић.[4]

- Године 2011. ово традиционално признање припало је новинарки економске рубрике Данаса Мирјани Н. Стевановић.[5]

- Добитница награде за 2013. годину је новинарка Јасмина Лукач.[6]

- Године 2015. награду је добила новинарка Снежана Чонградин.[7]

- Добитница награде за 2018. годину је Зорица Миладиновић, дугогодишња дописница Данаса из Ниша.[8]

- Добитник награде за 2019. годину[9] је новинар и уредник Економске рубрике Данаса – Александар Милошевић.

- Године 2020. награду је добило четворо запослених у листу Данас: новинар спортске рубрике Влада Живановић, новинарка Културе Александра Ћук, графички дизајнер Александар Милошевић и шеф продаје Данаса Зоран Лазић.[10]

- Добитница награде за 2021. годину је новинарка политичке рубрике Марија Стојановић.[11]

- Добитница награде за 2022. годину је новинарка Весна Лазић. Ове године Данас је обележио 25 година излажења.[12]
- Добитник награде за 2023. годину је економски новинар Милош Обрадовић.[13]
- Добитница награде за 2024. годину је новинарка Јелена Диковић, уредница спољнополитичке рубрике.[14]

Да је добитник награде Никола Бузан, наводи и новинар Зоран Пановић.